# Гарбер, Сайлас
Са́йлас Га́рбер (англ. Silas Garber; 21 сентября 1833 — 12 января 1905) — американский политик, 3-й губернатор Небраски.

## Биография
Сайлас Гарбер родился в округе Логан, Огайо. В 1850 году он переехал в округ Клейтон, Айова, где работал фермером.
3 октября 1862 года, после начала Гражданской войны, Гарбер присоединился к 3-му Миссурийскому пехотному полку в звании рядового. 13 апреля 1863 года он был переведён в 27-й Айовский пехотный полк и повышен в звании до капитана.
8 августа 1865 года Гарбер вышел в отставку и переехал в Калифорнию, где занялся торговлей домашним скотом. В 1870 году он переехал в округ Уэбстер, Небраска, а в 1872 году обосновался в городе Ред-Клауд.
В 1871 году Гарбер был избран окружным судьёй по делам о наследствах, завещаниях и опеке, а в 1872 году стал членом Палаты представителей Небраски. В 1873 году он стал архивариусом земельного управления в Линкольне.
В ноябре 1874 года Гарбер был избран губернатором Небраски, а в 1876 году переизбран на второй срок. Во время его пребывания в должности были повышены иммиграционные льготы, была принята новая конституция штата, а также было поддержано сельскохозяйственное развитие.
С 1875 по 1876 год Гарбер был членом попечительского совета университета Небраски-Линкольна. 9 января 1879 года Гарбер покинул пост губернатора, вышел в отставку с государственной службы и вернулся в Ред-Клауд.
Гарбер был женат дважды: на Розелле Дана и Лире Уилер. У него был один ребёнок.
Гарбер умер 12 января 1905 года и был похоронен на кладбище Ред-Клауд.